# Jozef van Hövell van Wezeveld en Westerflier
Jozef Felix Henri Marie (Jos) baron van Hövell van Wezeveld en Westerflier (Maastricht, 12 januari 1919 – Neuengamme bij Hamburg, 4 januari 1945) was een Nederlandse verzetsstrijder. Hij was tijdens de Tweede Wereldoorlog een van de leiders van het Nijmeegs studentenverzet en speelde een belangrijke landelijke rol bij de weigering van studenten in andere steden om zich loyaal te verklaren aan de Duitse bezetter. Hij werd door de Duitse bezetter gevangengenomen en stierf in gevangenschap.

## Levensloop
Hij werd geboren in de katholieke adellijke familie Van Hövell, als zoon van Eduard Otto Joseph Maria van Hövell tot Westerflier, gouverneur van Limburg (1918-1936), en Marie Cornélie Aimée barones Schimmelpenninck van der Oye. Na zijn middelbare schoolopleiding aan het Henric van Veldekecollege in Maastricht, studeerde hij rechten aan de Katholieke Universiteit Nijmegen.

## Verzet
Jozef van Hövell van Wezeveld en Westerflier behoorde tot de actieve verzetsstrijders bij het Nijmeegsch Studenten Corps. Hij ging direct na het uitbreken van de oorlog in het verzet. Hij wist verscheidene sabotage-acties uit te voeren met de zogenaamde 'stamleden' (leden die direct vanaf het uitbreken van de Tweede Wereldoorlog in het verzet waren gegaan). Hij vormde samen met enkele burgers o.a. CS-6 (ook bekend als 'de groep Fredericks'). Door zijn inspanningen sloot het Nijmeegsch Studenten Corps zich aan bij de in 1940 opgerichte Nederlandse Studenten Federatie, waarvan het abactiaat bij het Leidsch Studenten Corps lag.
Een van de eerste daden was het verspreiden van de Protestbrief aan het college van Secretarissen-Generaal. Deze brief werd in Amsterdam gedrukt, maar werd vooral ook bekend door de publicatie in het Corpsorgaan VOX Carolina. In 1941 ging de NSF echter ter ziele om in 1942 opgevolgd te worden door de Raad van Negen. Dit was het studentenorgaan van de Universiteiten en de Poly-Technische Hogeschool Delft. Door de inspanningen van Hövell werd bijvoorbeeld de Loyaliteitsverklaring van 1943 maar door 0,1% van Nijmeegse studenten ondertekend. In Delft tekende 25% van de studenten.

## Arrestatie
Op 28 maart 1944 werd Van Hövell gearresteerd en overgebracht naar het 'Oranjehotel', de strafgevangenis te Scheveningen. Op moment van zijn arrestatie was hij onderdeel van het Studentenverzetsblad De Geus (geleid door de broers Drion) en districtsvertegenwoordiger in het Nationaal Comité van Verzet. Op 4 januari 1945, een week voor zijn 26e verjaardag, overleed hij in het concentratiekamp Neuengamme door uitputting.

## Verzetskruis
Op 7 mei 1946 kreeg Van Hövell als een van drieënnegentig verzetsstrijders postuum het Verzetskruis toegekend, de op een na hoogste Nederlandse onderscheiding.